# Miren
Miren (italijansko Merna) je urbanizirano naselje tik ob državni meji med Italijo in Slovenijo. Je sedež Občine Miren - Kostanjevica. To razpotegnjeno naselje leži blizu mesta Nova Gorica, med tremi obronki reke Vipave, ki tu počasi zapusti Slovenijo.

## Izvor krajevnega imena
Za izvor krajevnega imena obstaja več teorij: 
- Po ljudskem izročilu, naj bi ime Miren izviralo iz mirnega toka reke Vipave, ki tu v treh obronkih mirno teče skozi vas. Oziroma, da je območje Mirna pokrivalo jezero, ki je počasi skozi požiralnike odtekalo v podzemlje.
- Umetnostni zgodovinar Marko Vuk je postavil hipotezo, da krajevno ime izvira iz besede *mirišče, ki pomeni tudi ruševine ali staro zidovje oziroma iz latinske besede *murus, ki pomeni zid ali kot že prej navedene ruševine starejše rimskodobne ali celo starejše utrdbe.
- Obstaja tudi možnost, da ime izvira iz staroslovanske besede *nyra kar pomeni jama, s povezavo glagola ponirek (potopiti se) oziroma besede požiralnik iz praslovanščine: *neriti - *nyriti. Zaradi disimilacije črk n-m pa bi nastala beseda *Meriti - *Myriti, kar se tudi ujema s prvimi znanimi omembami kraja od leta 1247 dalje (Merino, Mirno, Merina...).
- Manj verjetna teorija predpostavlja da ime izvira iz besede *Marijin, kar označuje svetišče nad naseljem.

## Geografske značilnosti
Miren leži v skrajno zahodnem delu Vipavske doline tik ob Slovensko-Italijanski meji. Osrednja nadmorska višina je 45 metrov, najnižja 39 metrov najvišja (Mirenski grad) pa 120 metrov. Naselje leži ob vznožju Kraške planote. 
Vipava počasi trikrat preteče mirensko-orehovsko polje. V Miren priteče iz Bilj, mimo Vrtoč v smeri proti zahodu v spodnji Miren, kjer se obrne in teče proti Severovzhodu. Na drugem obronku pri jezu v Orehovljah, kjer zavije proti Jugozahodu se ji pridruži tok Vrtojbice. Pot nadaljuje skozi Miren in po nekaj močnejših zavojih počasi zapusti Slovenijo. Vipava tu pogosto poplavlja. Na območju Mirna predvsem v strugi Vipave ali ob njej pa so tudi požiralniki, iz katerih voda se voda akumulira v Dobrdobskem jezeru. 
Tla so flišnata oziroma prodnata, pokrivajo pa jih naplavine in rodovitna rjava prst. Na območjih kjer so tla bolj prodnata pa so v 19. stoletju nastali mnogi vodnjaki. 
Podnebje tu je submediteransko, z milimi zimami in vročimi poletji.

## Zgodovina kraja

### Poselitev v prazgodovini in v antiki
Na poselitev v prazgodovini kažejo kamniti predmeti in orodja najdeni na ravninskem delu ob današnji župnijski cerkvi. Tudi na Mirenskem gradu so odkrili nekaj prazgodovinskih predmetov, kar nakazuje, da je tu najverjetneje stalo prazgodovinsko gradišče okroglega tlorisa z obsegom skoraj 500 metrov. Ostanki kamnitega obodnega ''zidu'' pa so na nekaterih mestih še delno opazni.  
Naselitveno kontinuiteto v antiko dokazujejo rimski grobovi, ostanki rimske ceste ob sedajšnjem pokopališču in gradišče ali manjša postojanka na Mirenskem gradu, ki naj bi služila za varovanje prehoda čez Sočo. Skozi Miren je potekala tudi rimska cesta, ki  je povezovala Oglej in Emono. Ostanki le te, so bili najdeni ob steni pokopališča med njegovim širjenjem v letu 2009. 

### Naselitev območja v srednjem veku
Na področju Mirna pa so živeli tudi Vzhodni Goti, kar dokazuje sedem grobov predvidoma iz 6. stoletja, v katerih so bile najdene značilne vzhodnogotske predmete: dve srebrni fibuli s pozlato, na eni je tudi rdeč poldrag kamen, srebrne sponke, dele pasne garniture ter jantarne in steklene jagode. Najdenih je bilo tudi več železnih predmetov kot so noži in pasne spone. 
Po domnevah se lahko utrdba na Mirenskem gradu  iz katerege izvira tudi ime te dominantne vzpetine prvič omenja že leta 976, ko je cesar Oton podelil utrdbo, ki je služila straženju prehoda čez Sočo Oglejskemu patriarhatu. Tudi lastniška cerkev na Mirenskem gradu naj bi tam stala že v drugi polovici 10. stoletja ali še celo prej.   
Prva omemba mirenske župnije sega v leto 1247 in tako spada med najstarejše župnije na Primorskem. V 14. stoletju naj bi Oglejski patriarhat Mirenski grad prepustil servitskemu redu, ki naj bi predhodni dvor ali grad ob podružnični cerkvi vključili v samostanski kompleks. Ta naj bi bil močneje utrjen v času Turških vpadov, vanj pa so se zatekali okoliški kmetje. Grad nad Mirnom je pozneje prešel v last rodbine vitezov Tossi, ki so po tej utrdbi dobili tudi ime.

### Dogajanja v dobi renesanse
Naše kraje, med drugim tudi Miren, je leta 1500 obiskal Leonardo da Vinci, ki je za obrambo Furlanije pred Turki osnoval več vodnih zapor za zalitje spodnje Vipavske doline. Eden izmed jezov pa bi bil postavljen tudi v Mirnu.
V Mirnu se je med begom pred katoliško aretacijo leta 1563 iz gradu Rubije na Kranjsko pomudil tudi Primož Trubar, še en velik mož tistega časa.
Grad nad Mirnom naj bi bil opustošen med kmečkim puntom leta 1515.

### Miren za časa Avsto-Ogrske monarhije
Miren je bil od leta 1500, ko so izumrli Goriški grofje del Habsburških dednih dežel in poznejše Avstro-Ogrske monarhije.
Kraj je do sredine 18. stoletja miroval, saj se je znašel v samem zaledju Habsburško-Beneških vojn. Njegovo prebivalstvo pa so predstavljali predvsem kmetje in posamezni obrtniki. Ti so se zaradi bogate čevljarske in kamnoseške tradicije v 19. stoletju združili v zadruge. Čevljarska zadruga je tako ena prvih na slovenskem.  
Poleg tega je Miren po večletnem izčrpnem prizadevanju Mirenskega župnika gospoda Krištofa Spolada in njegovih predhodnikov po gradnji med letoma 1826 in 1827 dobil novo cerkev svetega Jurija v neoklasicističnem slogu, ki je bila posvečena 30. avgusta 1828. V času, ko je županoval Ivan Ferletič je bila v Mirnu zgrajena prva šolska stavba v kateri se je pouk začel vršiti v šolskem letu 1842/43. Poučevanje so prevzeli kaplani z Mirenskega Gradu. Med letoma 1862 in 1886 pa je Mirenski župnik gospod Janez Eleršič začel z gradnjo novega romarskega svetišča na Mirenskem gradu. Cerkev za katero je večjo vsoto denarja daroval tudi cesarski dvor, je bila do izbruha 1. svetovne vojne peta po velikosti v Goriški nadškofiji.   
Leta 1869 je bila ustanovljena čitalnica z dobro založeno knjižno zbirko, leta 1897 pa še hranilnica in posojilnica. To so vse do konca 2. svetovne vojne upravljali mirenski župniki. Leta 1906 je začela delovati v novi šolski stavbi tudi Osnovna šola Miren.  
V Mirnu sta krojila začetke slovenskega letalstva tudi Edvard in Josip Rusjan. Tukaj sta imela letalsko delavnico, kjer sta snovala svoja prva letala. Edvard je kot prvi slovenec z lastnim letalom EDA I poletel na Malih rojcah 25. novembra 1909.   

### Vojna vihra in fašistični jarem

#### 1. svetovna vojna
Ob izbruhu 1. svetovne vojne je Mirenska čevljarska zadruga pod vodstvom ravnatelja Antona Vuka na pobudo Avstro-Ogrskega vojaškega ministrstva začela izdelovati vojaške čevlje. V prvem roku je bilo izdelanih 20.000 parov čevljev. Maja 1915 se je nemudoma po odprtju Soške Fronte zadruga preselila v Mozirje, kjer se je ustanovila Mirenska begunska kolonija. Mirenska zadruga je kmalu postala eno največjih podjetij te stroke v vsej monarhiji.   
Prve posledice vojne je utrpela župnijska cerkev, saj je bila že 19. oktobra 1915 za bogoslužje neuporabna. Razdejanje se je s približevanjem frontne črte samo še stopnjevalo. Zadnji Mirenci so se skupaj z gospodom župnikom Antonom Grabcem, ki je vztrajal z njimi, izselili 6. julija 1916. Čez tri dni je padla Gorica. Italijanska vojska je doživela z Mirenskega gradu močan odpor, saj je bil ta ključnega pomena za prodor na kras in proti Renčam. Kraj je dokončno razdejala 6. soška bitka, ko so tu potekali srditi boji za preboj skozi naselje in osvojitev Mirenskega gradu.  

Kmalu po Kobaridskem čudežu, ko se je fronta preselila na Zahod so se začeli Mirenci hitro vračati v domači kraj, vendar jih je tu čakalo nepopisno razdejanje. Večina hiš je bila razrušenih, granate niso prizanesle niti cerkvam. Cerkev sv. Jurija je ostala brez zvonika in strehe, od cerkve na Mirenskem Gradu pa je ostal le del prezbiterija in zahodna stena desnega zvonika. Čevljarska zadruga je takoj začela s sanacijo obratovalnega poslopja v katerem so spet namestili stroje, z nakupom montažnih hiš pa so tistim, ki jim od doma ni ostalo ničesar zagotovili streho nad glavo. 

#### Čas med vojnama
Po vojni je Primorska pripadla fašistični Italiji. V Mirnu je do vzpona fašističnih oblasti leta 1927 potekala živahna kulturna in telovadna dejavnost, zato so ga simbolično imenovali "goriške Atene" oziroma "Olipija goriškega športa''. Leta 1924 je na občinskih volitvah kljub fašističnemu nasilju zmagala delavsko-kmečka lista. 
Romarska cerkev Žalostne Matere Božje na Mirenskem gradu je bila kot neoromanska triladijska bazilika obnovljena od leta 1924 do 1931 po načrtih Goričana Umberta Cuzzija. Postaje križevega pota (kalvarije) ob cesti na Mirenski grad so sezidali leta 1931 po načrtih arhitekta Ivana Vurnika.
V času fašizma, so tudi žene iz Mirna poznane kot aleksandrinke, žene, ki so se odpravljale v Egipt, kjer so negovale otroke bogatašev. 
Nadškof Margotti, ki je bil z delovanjem mirenske župnije in njenega duhovnika Oskarja Pahorja zadovoljen je ob ukinitvi Šempeterskega dekanata, 2. septembra 1936 ustanovil Mirensko dekanijo, ki je obsegala župnije Miren, Bilje, Vrtojba, Sovodnje, Gabrje, Opatje selo in mirenske podružnice Orehovlje, Rupa, Peč in Cerkev s samostanom na Mirenskem gradu. 

#### 2. svetovna vojna
Med 2. svetovno vojno se je tudi v Mirnu oblikovalo močno odporniško gibanje. Prvi odbor OF v Mirnu je bil ustanovljen 18. julija 1942.     
Nemci so po Italijanski kapitulaciji leta 1943 zasedli Gorico 12. septembra. Ko so se partizani 15. septembra zaradi Nemških tankov umaknili izpred mesta so okupatorji prišeli v gornji Miren, vendar so doživeli odpor z Gradu in dolnjega Mirna. Med 18. in 20. septembrom so poskušali priti na levi breg Vipave. Oktobra istega leta sta dva tuja partizana ubila Nemškega izvidnika.      
Prvi požig Mirna se je zgodil 25. septembra 1943, takrat so Nemci ubili 4 vaščane 11 pa so jih odpeljali in čez en mesec izpustili.     
10. novembra 1943 so partizani po nalogu NOV iz Mirna proti Renčam odpeljali profesorja Cirila Šinigoja, Venčeslava Štanto in Bogomila Klančiča, 14. novembra pa še Vero Lestan in Alojza Rusjana. Obtožili so jih sodelovanja z belo gardo. Pleg njih so na partizanski urad poklicali tudi tročlansko nemško družino. Nihče izmed naštetih se ni vrnil nazaj. V dokumentu NOV iz oktobra istega leta je navedeno da so prej imenovane likvidirali. Njihovega groba pa še niso odkrili.      
Drugi požig se je zgodil na Svečnico 1. februarja 1944, kot odgovor na uboj dveh Nemških vojakov. Miren je dodatno prizadelo še bombardiranje zavezniških letal 18. marca 1944. Letala so bombe namenjene bombardiranju letališča na Rojah spustila prehitro in bombe so uničile gornji Miren in bljižnje njive, kjer je večina kmetov sadilo krompir. V Mirnu je umrlo je 33 ljudi, od tega 30 iz Mirna, 2 iz Peči in 1 iz Ločnika. Veliko več pa je bilo ranjenih. Večino teh so namestili v farni cerkvi, nekatere pa so tudi Nemci odpeljali v Goriško bolnišnico.   
V ''Pavletičevi'' hiši pod Gradom je med letoma 1944 in 1945 delovala tudi partizanska šola. V šolo je bilo vpisanih kar 70 otrok, a se jih je pouka udeleževalo le 27, saj se je v februarju 1944 morala večina Mirencev iz spodnjega Mirna izseliti iz vasi zaradi požiga v okoliške vasi.    
Dogodki med letoma 1940 in 1945 so v Mirnu terjali 80 žrtev.    

### Življenje v Jugoslaviji
Miren se je po 2. svetovni vojni močno industrializaral. Iz manjše obrti in iz čevljarske zadruge se je razvila velika čevljarska industrija, sedaj znana pod industrijskim imenom Ciciban. Obratovati je začela tudi strojarna.  
Njive in kmetijska posestva so zasadili s sadnim drevjem. Pokrajno so napolnili tudi veliki nasadi hrušk. 
Miren se je znašel tik ob meji. Zaznamovala ga je obmejna straža. Ostanek tega so karavle in stražni stolp »na Grivah«. Meja je prerezala stike med ljudmi, spremenila navade ljudi, odtujila sorodnike, ki so ostali na različnih straneh meja. Meja je bila začrtana tudi čez pokopališče in odrezala svojce od svojih bližnjih. Z osimskim sporazumom leta 1974 se je meja premaknila na rob pokopališča. Mirensko pokopališče je postalo svetovno znano, pomemben prehod ilegalnih prebežnikov, ki so zaradi enostavnosti tu prečkali mejo v boljši svet.

### Obdobje po osamosvojitvi
Leta 1994 je bila ustanovljena občina Miren-Kostanjevica, ki ima sedež v Mirnu.
Čevljarski muzej je svoja vrata odprl leta 2008. Leta 2013 je bila v spomin na mejo, ki je potekala po mirenskem pokopališču v prostoru prejšnje mrliške vežice urejena spominska soba, na pokopališču pa so na mestu kjer je pred leti stala bodeča žica v tla vgradili spominske ploščice.

## Kulturne značilnosti

### Obrtniška tradicija
Miren zaznamuje starodavna usnjarska in čevljarska (obrtniška) tradicija, posamezni obrtniki so se že pred 1. svetovno vojno povezali v čevljarsko zadrugo, eno prvih na slovenskem in največjih v Avstro-Ogrski monarhiji.
Pred 1. svetovno vojno je v Mirnu delovala tudi razvita kamnoseška tradicija. Mirenski kamnoseki so bili znani po svojih spretnostih, tako da so naročila za njihove izdelke prihajale iz Trsta, Gorice, pa tudi Ljubljane in še celo z Dunaja.

### Kulturna dediščina
V vasi je ohranjenih več kamnitih vodnjakov iz 19. stoletja, najzanimivejši med njimi je bil postavljen leta 1865 in stoji pred župnijsko cerkvijo svetega Jurija. Ta je obogaten s paviljonsko streho na litoželeznih stebrih. Vodnjaki se nahajajo tudi v zaselkih: Staro Mesto, Pr' Grabcu, Breg, Pr' Štanti in Na Lascu,...

### Krajevni prazniki
Najstarejši praznik je zagotovo Mirenska kvaterenica, ki se odvija na 3 nedeljo v septembru. V preteklosti je bil to pomemben romarski shod pri cerkvi Žalostne Matere Božje na Mirenskem Gradu, ki ga je spremljal sejem. Do danes je praznik ohranil le še verski del. Na Mirenskem Gradu se tudi od leta 1977 dalje odvija Gradenska Božičnica na kateri sodelujejo številni zbori iz Slovenije in zamejstva.
Ob veliki noči je v Mirnu tradicija ciljanja pirhov.

### Društva
V Mirnu poleg obrne tradicije, delujejo številna društva:
- Društvo kmečkih žena,
- Kulturno društvo Stanko Vuk,
- ND Adria,
- Športno društvo Grive,
- Društvo upokojencev

Poleg društev pa tu delujejo naslednji zbori:
- Ženski pevski zbor,
- Moški pevski zbor Chorus 97,
- Moški pevski zbor Anton Klančič,
- Mešani Župnijski pevski zbor

## Ljudje, povezani s krajem

### Rojeni v Mirnu
- Anton Klančič, organist in skladatelj
- Ivan Štanta, duhovnik, misijonar na Madagaskarju
- Oskar Kogoj, slovenski industrijski oblikovalec
- Stanko Vuk, pesnik
- Vera Lestan, vzgojiteljica in pastoralna delavka (mučenka)
- Marko Vuk, umetnostni zgodovinar in organist
- David Cigoj, avtor in publicist

### Delujoči v Mirnu
- Kancijan, novograjski škof
- Krištof Spolad, duhovnik, zgradil cerkev svetega Jurija
- Janez Eleršič, duhovink, zgradil cerkev na Mirenskem gradu
- Brata Rusijan, prva slovenska letalca
- msgr. Oskar Pahor, mirenski dekan
- Danilo Fajgelj, organist, učitelj in skladatelj
- Leopold Kemperle, časnikar in publicist